# Castel Karlsberg
Castel Karlsberg (in tedesco Schloss Karlsberg) si trova nel comune austriaco di Sankt Veit an der Glan nell'omonimo distretto appartenente al Land della Carinzia. La sua storia inizia nel XVII secolo.

## Storia

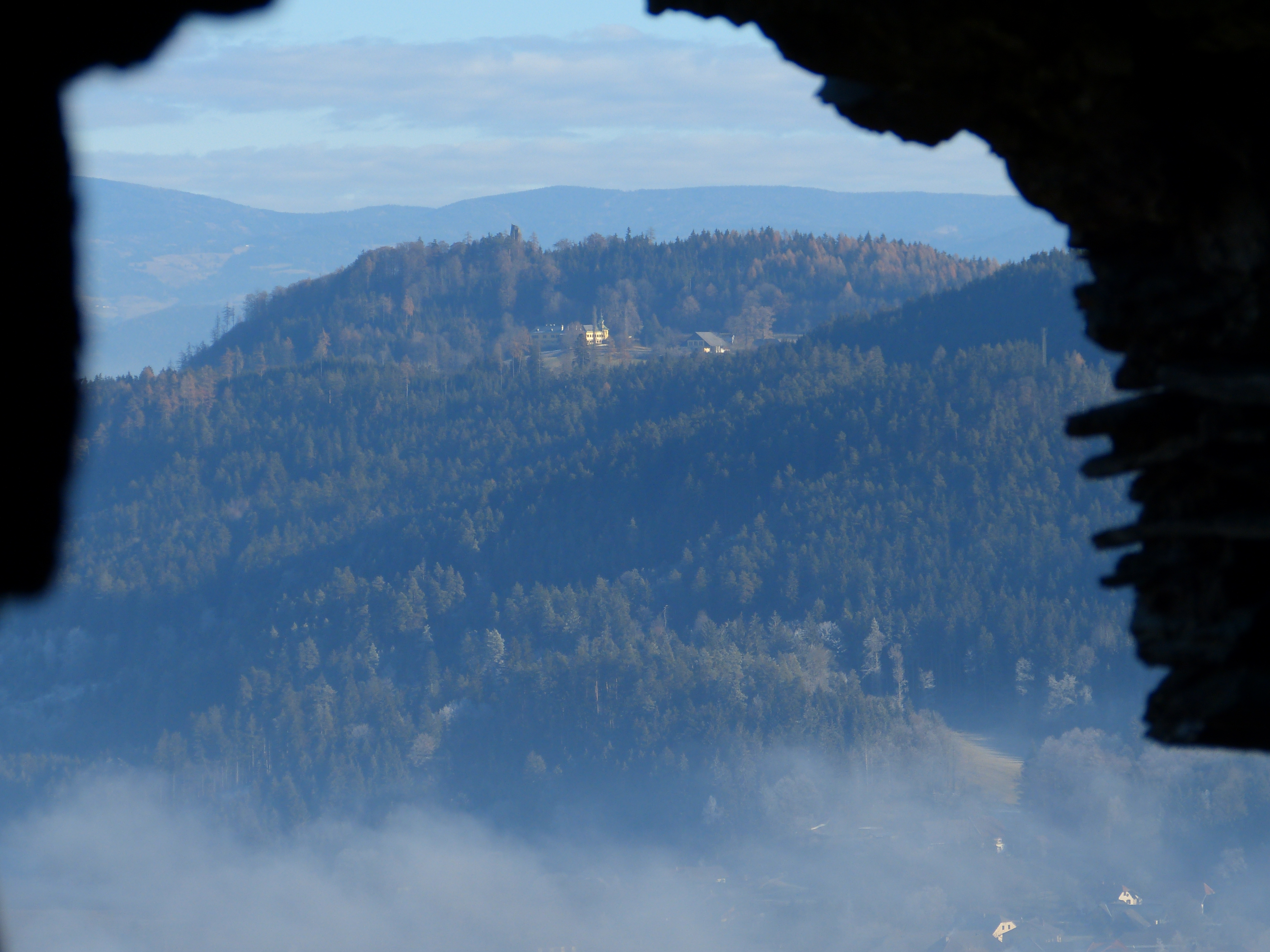
Vista panoramica col castello

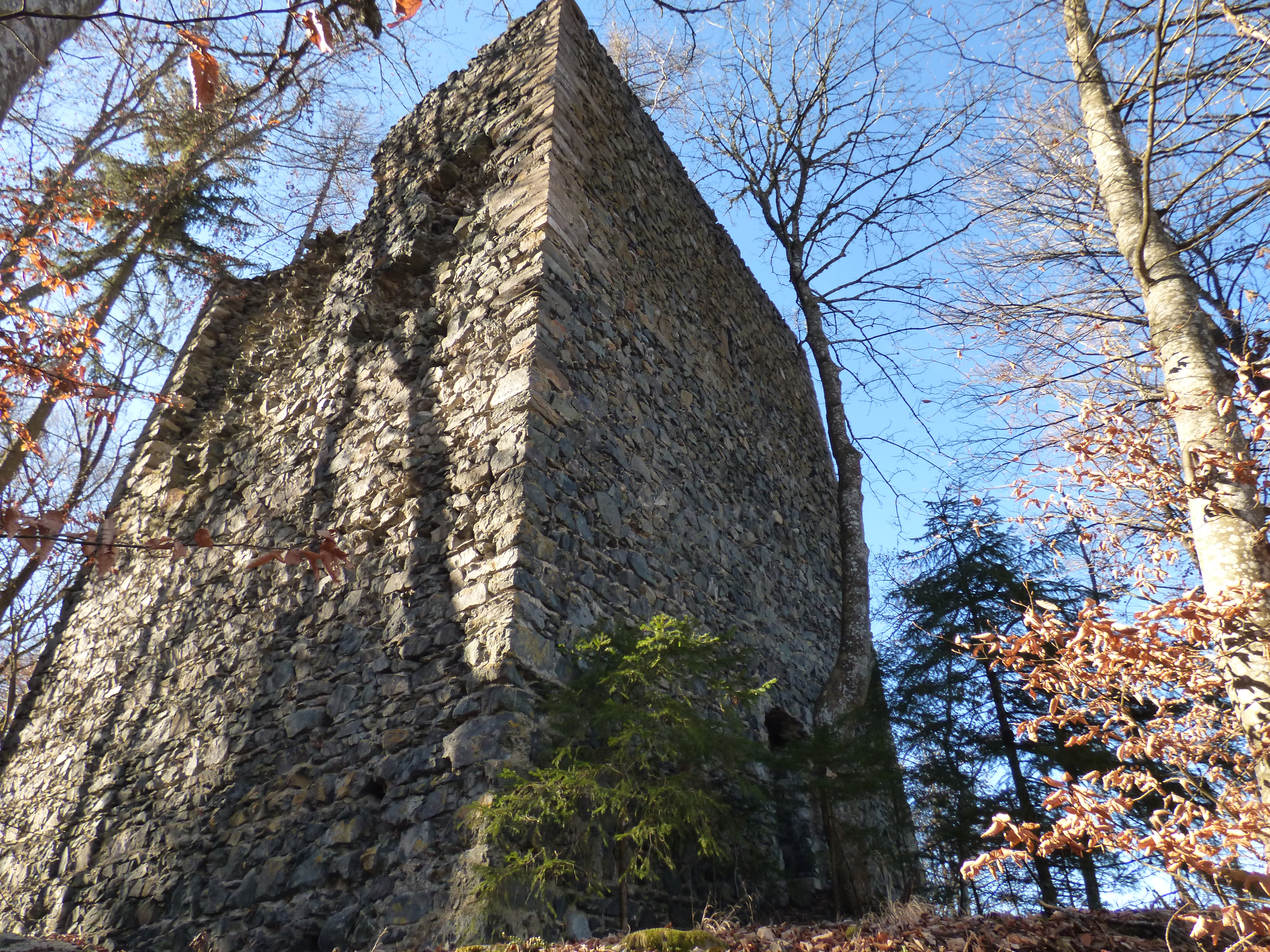
Rovine del mastio della struttura originale e precedente, risalente al XII secolo

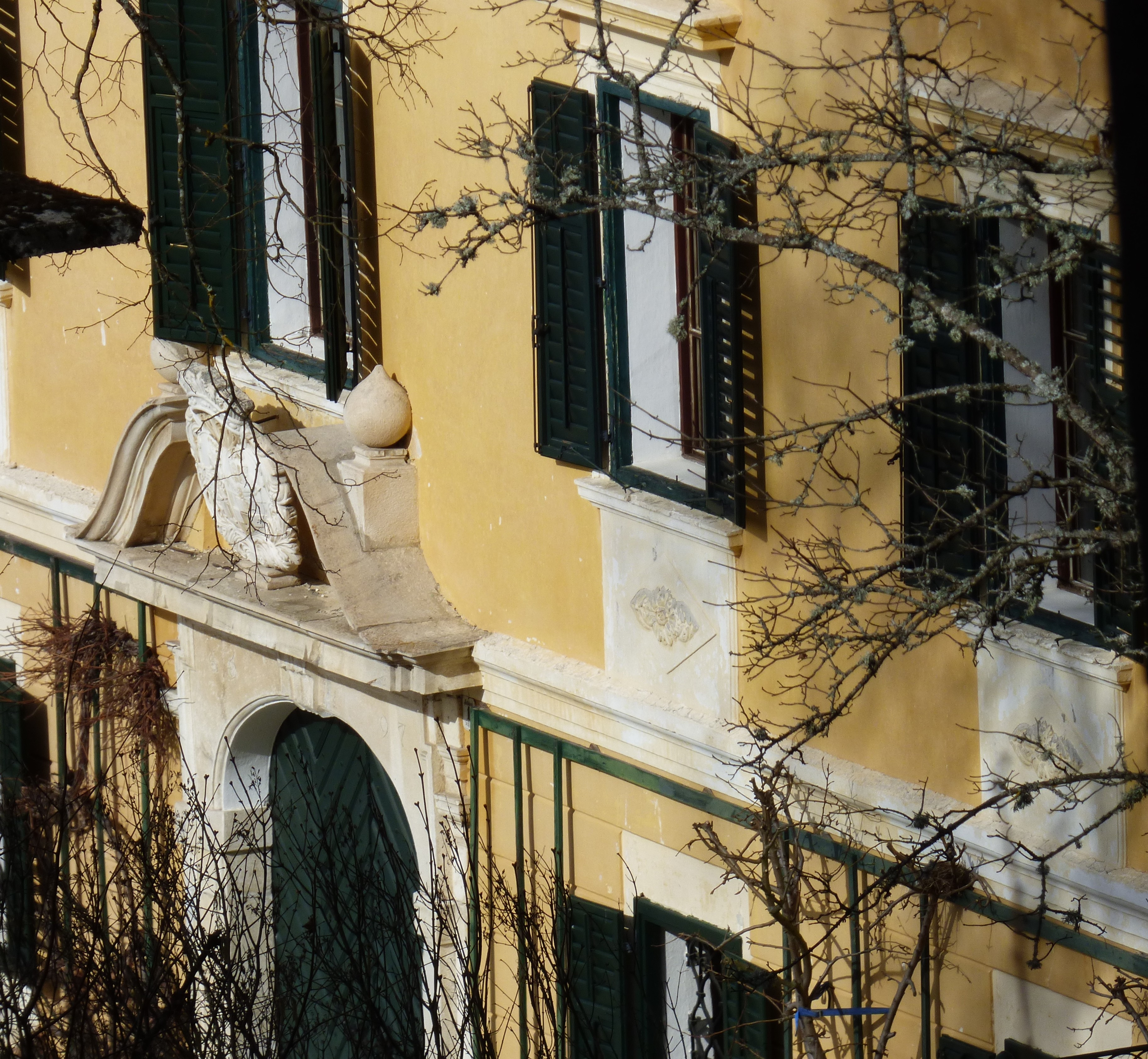
Particolare della facciata

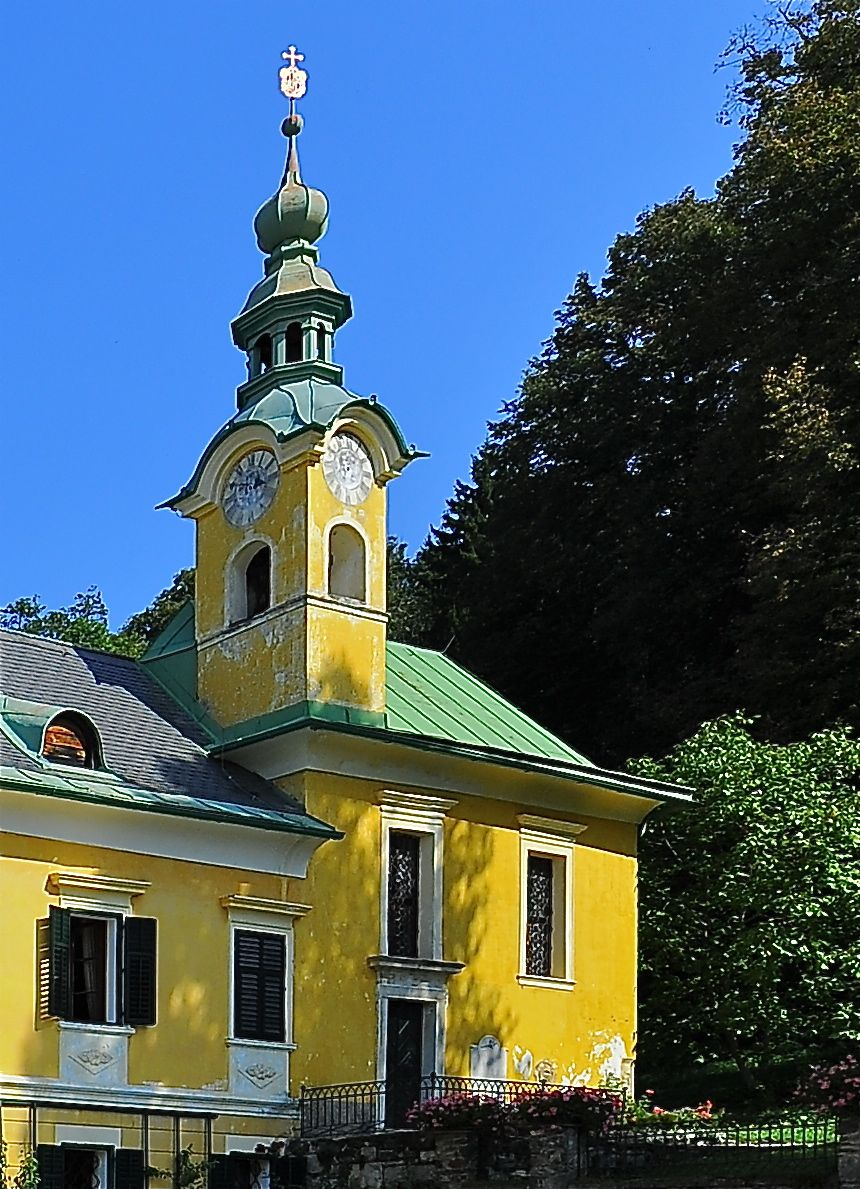
Cappella dedicata a San Carlo Borroneo

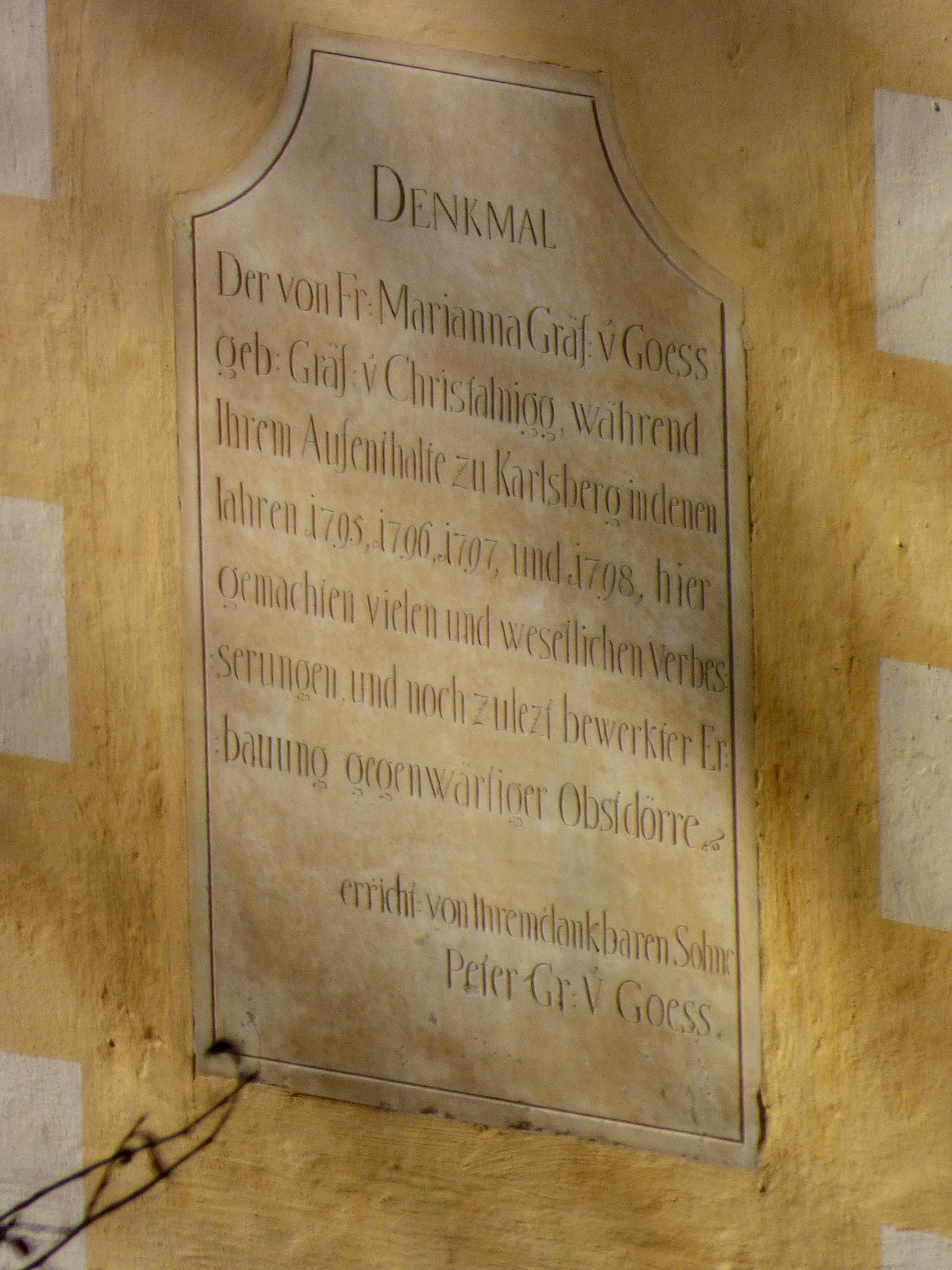
Iscrizione sulla facciata est della cappella del castello

Il Freiherr Leopold von Projern viene citato nel 1106 come Liupold de Prewarin in un documento dell'arcivescovo di Salisburgo Corrado di Abensberg e probabilmente fu suo figlio Carlo, nel secondo quarto del XII secolo, a far costruire una fortificazione sul punto più alto di una collina sotto l'Ulrichsberg. Questa fortezza viene considerata la prima col nome del castello e residenza recente. La famiglia di Carlo, che da un certo momento divenne la famiglia "von Karlsberg", espresse grandi personalità e dignitari, come ministri dell'arcivescovo di Salisburgo e marescialli responsabili dei cavalli e delle scuderie dei duchi della Carinzia. Wolflinus von Karlsberg era fratello del maresciallo Enrico II e prese parte ad una congiura del conte di Heunburg contro i conti di Gorizia-Tirolo quando erano principi della Carinzia. Con la repressione della rivolta il castello originario subì gravi danni e Wolflinus fu giustiziato insieme a Konrad von Freiberg sulla piazza del mercato di  Sankt Veit. Enrico II perse il titolo di maresciallo e anche il suo castello pur non essendo stato coinvolto nella congiura e dovette lasciare la Carinzia nel 1295. Suo successore nella carica e signore del castello, nel 1294, fu Konrad von Aufenstein, fedele al duca Mainardo II di Carinzia, che dovette ristrutturare in gran parte il castello gravemente danneggiato. Konrad fece ampliare la torre e che divenne un possente mastio. Di questa restano le rovine in posizione dominante sopra il castello recente. Nel 1368 anche gli Aufenstein presero parte ad una nuova congiura che fece loro perdere ogni diritto sul castello di Karlsberg. Il castello ne venne nuovamente e gravemente danneggiato, fu presto ricostruito e da quel momento gli Asburgo non lo concederono più come feudo. Rimase a disposizione del sovrano per 200 anni e fu amministrato da persone di fiducia anche se, in più occasioni, fu utilizzato anche come pedina in rapporti di opportunità politica. In tale periodo vennero coinvolti come parziali titolari del maniero Jakob von Ernau, Berthold Mager e Jörg Waldenburger. Nel 1550 Ferdinando I d'Asburgo concesse il castello al suo fedele Siegmund Khevenhüller poi, nel 1586, l'arciduca Carlo d'Austria lo vendette infine a Georg, figlio di Siegmund. Durante il periodo della Controriforma, nel 1629, gli abitanti di Khevenhüller dovettero lasciare il paese poiché protestanti. Paul Khevenhüller poi combatté tra le file degli svedesi contro gli Asburgo nella Guerra dei 30 anni e così la sua famiglia perse definitivamente il castello. Il dominio del maniero fu venduto al viceré di Bamberga in Carinzia e successivamente al Freiherr e vescovo di Bamberga Franz von Hatzfeld. Quasi subito la proprietà passò al Freiherr Karl-Rudolf von Wangler e sua figlia Sidonia Regina, sposata col conte Jakob-Ludwig Windischgrätz, lo vendette nel 1687 al vescovo di Gurk, il Freiherr e cardinale Johannes von Goes. Dopo la sua morte il castello venne ereditato dai suoi due nipoti e da allora è di proprietà della famiglia Goess. Il castello recente fu costruito sotto il vecchio castello di Karlsberg e in origine fu una fattoria che apparteneva al castello.

## Descrizione
Le rovine della struttura originale del XII secolo si trovano nel comune austriaco di Sankt Veit an der Glan dell'omonimo distretto, Land della Carinzia. Dopo che il castello in cima alla collina perse la sua importanza militare e i proprietari diedero più valore alle comodità abitative fu abbandonato e l'originale fattoria, situata su un piccolo altopiano sotto le rovine, venne probabilmente ampliata in forme di castello dal Freiherr Karl-Rudolf von Wangler e sorse l'edificio a quattro ali che assunse la forma recente a due piani nel XVII secolo, ma fu rimaneggiato nel XIX secolo. Nel 1728 il complesso venne ricostruito su commissione del conte Johann Goess sull'angolo sud-est aggiungendo la chiesa dedicata a San Carlo Borromeo, ampliando La cappella del castello. La sua torretta barocca sul tetto con orologio, cappa e lanterna caratterizzano la facciata principale, altrimenti molto più semplice. L'altare scolpito donato dal conte Johann Goess mostra la raffigurazione di San Carlo Borromeo. Anche l'oratorio è decorato con intagli lignei. Due angeli scolpiti reggono il doppio stemma del cardinale Johann von Goess. Nella sagrestia si trova un armadio con ante dipinte della fine del XVII secolo. La parte anteriore del castello è molto estesa e al centro si trova il portale d'ingresso in stile barocco che conduce nel cortile rettangolare del castello. Sopra la porta ad arco è posto un grande doppio stemma delle famiglie Goess-Sinzendorf con la data 1697. Le finestre del piano superiore hanno persiane e tetti dritti. Lungo il lato sud corre un corridoio aperto in legno e all'esterno sono murate due pietre commemorative dell'epoca di Aufenstein e due pietre di epoca romana recuperate dal castello originario quando ormai era già fatiscente. L'anno 1315 su un'iscrizione indica i lavori di costruzione del castello sotto Konrad von Aufenstein. Dal 1948 qui si trova anche una fontana a muro in marmo del castello di Hunnenbrunn con lo stemma dei Khevenhüller del 1585. All'interno sono presenti soggiorni ben curati posti al piano superiore. Il castello è abitato dai membri della famiglia Goess e non è aperto alle visite.

### Bene architettonico tutelato
Castel Karlsberg è stato posto sotto tutela dei monumenti da parte della Repubblica austriaca col numero 34832.